# Albrecht von Scharfenberg
Albrecht (Baviera, ... – 1271) è stato un poeta tedesco.

## Biografia
Albrecht, in precedenza noto come von Scharfenberg, scrive in alto tedesco medio ed è l'autore del cosiddetto  „Jüngere Titurel“ (circa 1260-75), completamento e continuazione del frammento del Titurel di Wolfram von Eschenbach.
Il Sangversepos (epos in versi cantati), cui è associata una melodia contemporanea che ci è stata tramandata, contiene oltre 6300 strofe (quartine) nella forma della cosiddetta  Titurelstrophe. Rinforza in modo manieristico molte caratteristiche del suo modello, Wolfram, come il clima di oscuro mistero e l'erudizione apparentemente quasi astrusa.
Apparentemente proprio a causa di questo "Geblümter Stil  " (stile fiorito) il lavoro è stato tenuto in grande considerazione dai suoi contemporanei e ancor più nelle generazioni successive. Albrecht poeta sotto la maschera di Wolfram. Per questo motivo il „Jüngere Titurel“ è stato considerato fino ai tempi moderni come un'opera di Wolfram, ed era per lo studioso della letteratura tardo-medievale Jakob Püterich von Reichartshausen lo haupt ab teutschen buechen (epitome di tutta la poetica tedesca). Solo nella strofa 5883 versetto l'autore getta la maschera di Wolfram e si fa riconoscere come "Albrecht".
Per lungo tempo questo Albrecht è stato identificato con un altrimenti sconosciuto Albrecht von Scharfenberg, a cui si deve un "romanzo di Merlino" nel „Buch der Abenteuer“ di Ulrich Füetrer, del XV secolo, che è anche scritto in Titurelstrophen. Peraltro la forma in Titurelstrophe nel „Merlin“ viene da Füetrer e non da Albrecht.
Nel frattempo ci si è convinti che l'autore del jüngere Titurel non sia Albrecht von Scharfenberg, e di conseguenza è ora chiamato o solamente "Albrecht" o anche "Albrecht, l'autore del 'jüngere Titurel'".

## Edizioni
- La prima edizione a stampa (in Folio) è del 1477 (Johannes Mentelin a Strasburgo).
- La prima edizione scientifica è di K. A. Hahn (Quedlinburg 1842).
- L'edizione attuale è di W. Wolf/K. Nyholm (DTM), 1955ff.